# Parco nazionale di Virachey
Il parco nazionale di Virachey (in khmer: ឧទ្យានជាតិវិរៈជ័យ) è un parco nazionale che si trova nel nord-est della Cambogia. Istituito nel 1993, si trova in una delle aree più isolate del paese, in una giungla in parte inesplorata ad altitudini che variano tra i 400 e i 1500 metri sul livello del mare.